# Pinanga sarmentosa
Pinanga sarmentosa es una especie de palmera endémica de las selvas lluviosas de la península malaya.

## Taxonomía
Pinanga sarmentosa fue descrita por Saw  y publicado en  Palms 47: 141, en el año 2003.
Etimología
Pinanga: nombre genérico que es la latinización del nombre vernáculo malayo, pinang aplicado a la palma de betel, Areca catechu y especies de Areca, Pinanga y Nenga en la naturaleza.
sarmentosa: epíteto latino que significa "con ramas".